# جزيرة تورة
جزيرة تورة، جزيرة ليلى هي جزيرة تقع في مضيق جبل طارق وسيادة الجزيرة متنازع عليها بين إسبانيا والمغرب، في 11 يوليو 2002 نزلت على شواطئ الجزيرة مجموعة من الجنود المغاربة لغرض مراقبة عمليات الهجرة الغير شرعية حسب تصريحات الحكومة المغربية. يساند الاتحاد الأوروبي مزاعم إسبانيا بالسيادة على الجزيرة بينما تساند جامعة الدول العربية باستثناء الجزائر مزاعم المغرب بالسيادة على الجزيرة. كان رد الجيش الأسباني محاصرة الجزيرة برا وجوا والقبض على الجنود المغاربة وتعمد تسليمهم إلى السلطات المغربية عبر الحدود عند سبتة في خطوة تاكيدية لسيادة إسبانيا على سبتة وجزيرة تورة. تميز الموقف الديبلوماسي المغربي بالضعف تجاه التكتل الأوروبي وراء إسبانيا والحياد الأمريكي المحدود وفي النهاية اتفق المغرب وإسبانيا تحت الرعاية الأمريكية على ان تبقى الجزيرة خالية وتبقى جزيرة في وضعية حياد وان تعود الامور إلى ماكانت عليه قبل دخول الجنود المغاربة للجزيرة مما يعتبر انتصارا ديبلوماسيا وسياسيا لإسبانيا.

## التسمية
اسم الجزيرة في المراجع العربية وفي التاريخ المغربي عامة هو «تورة» وهي كلمة أمازيغية تعني الخالية، وقد وردت بهذا الاسم لدى المؤرخ العربي أبو عبيد البكري، والسكان المغاربة القريبون منها يسمونها حتى الآن بهذا الاسم.
تعرف الجزيرة في وسائل الإعلام المغربية الآن وعلى ألسنة المسؤولين باسم جزيرة ليلى، وهذه تسمية الإسبانيين الأندلسييين لها وأصلها "la ila" (لائيلا) أي «الجزيرة» دون نطق حرف (La Isla (s. ونظرا لكون الاسم قريبا من الاسم العربي ليلى، فقد أصبح مستعملا في الصحافة وبين المسؤولين.
الإسبان يسمونها جزيرة بريخيل، وهي تكتب في الإسبانية هكذا "perijil", مما جعل بعض وسائل الإعلام العربية في بداية الأحداث الحالية تسميها برجيل ومعنى التسمية الإسبانية المقدونس، إذ تنبت في الجزيرة نباتات تشبه المقدونس فسموها بذلك الاسم.

## الموقع
تقع جزيرة تورة على بعد 200 متر أو أقل بقليل من الشاطئ المغربي. وبينها وبين مدينة طنجة 40 كلم وبينها وبين مدينة سبتة المغربية التي تحتلها إسبانيا 8 كلم، ويبعد عنها أقرب شاطئ إسباني بـ 14 كلم.

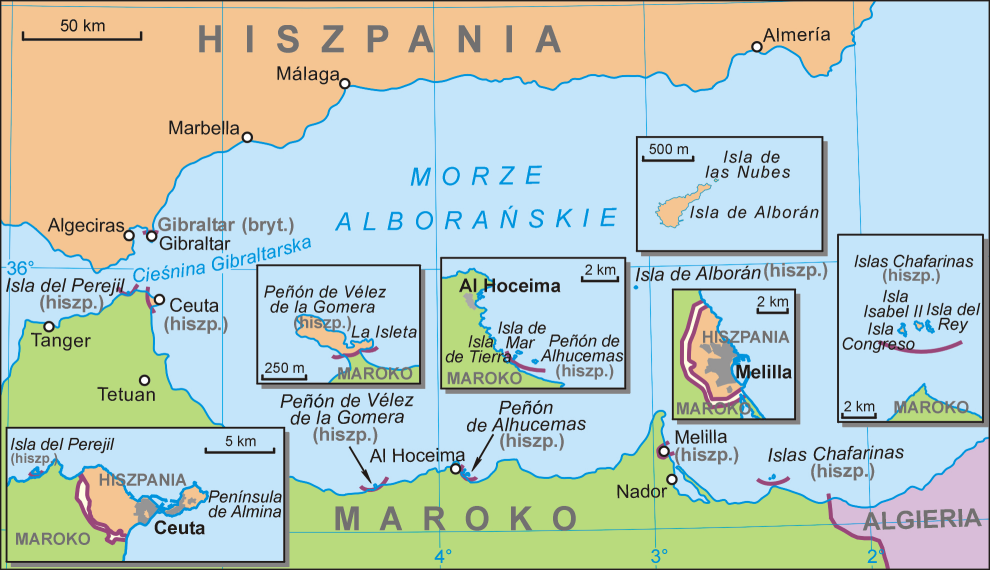

## المساحة
تبلغ مساحة تلك الجزيرة الخالية من السكان 13.5 هكتارا. وقد كانت من حين لآخر مأوى لبعض الصيادين والرعاة المغاربة الذين يسكنون في جبل موسى غير البعيد من الجزيرة.

## محطات تاريخية
- يعود الاهتمام الاستعماري بالجزيرة إلى بداية القرن الـ19، إذ كان الصراع على أشده بين الإمبراطور الفرنسي نابليون بونابرت والإنجليز، وكانت إسبانيا حليفة نابليون لأسباب من أهمها رغبة بريطانيا في احتلال مدينة سبتة.
- قامت إسبانيا يوم 28 مارس/ آذار 1808 باحتلال جزيرة ليلى بواسطة فيلق من 300 جندي، لتقطع الطريق بذلك أمام طموحات بريطانيا. وكل المراجع الإسبانية في المرحلة تعتبر الجزيرة جزءا من الدولة المغربية.
- ما لبثت بريطانيا أن احتلت الجزيرة في عهد السلطان المغربي المولى سليمان بن المولى محمد نظرا لعجز المغرب حينها عن مواجهة القوة الإسبانية الضاربة.
- استمر الوجود البريطاني بالجزيرة خمس سنوات. وقد حاولت إسبانيا مرارا احتلال الجزيرة إلا أن مقاومة الإنجليز كانت صارمة.
- وفي سنة 1848 احتلت إسبانيا جزر إشفارن المغربية شمال شرق المغرب.
- ويوم 13 نوفمبر/ تشرين الثاني 1848 أرسلت وزارة الأشغال العمومية الإسبانية جماعة من البنائين والمهندسين لوضع حجر الأساس لبناء منارة بالجزيرة. ومباشرة أخبر ممثل السلطة المركزية المغربية بمدينة طنجة بالأمر فاتصل بالسفير الإسباني لتوضيح الأمور. وقد عبر السفير عن اندهاشه من تصرف الوزارة الإسبانية المذكورة، إذ أكد أنه لم يعلم في يوم من الأيام أن الجزيرة المذكورة كانت إسبانية. وقد ذهبا معا إلى الجزيرة وحطما ذلك الحجر الأساس وأنزلا العلم الإسباني، الشيء الذي أثار ضجة كبرى وقتها في إسبانيا. لكن المسؤولين على رأس الوزارة الإسبانية آنذاك أكدوا أن الجزيرة لا تخضع للسيادة الإسبانية، وأن الإجراء الذي قامت به وزارة الأشغال العمومية الإسبانية كان انفراديا لم تستشر فيه مع وزارة الخارجية.

## آراء ومواقف

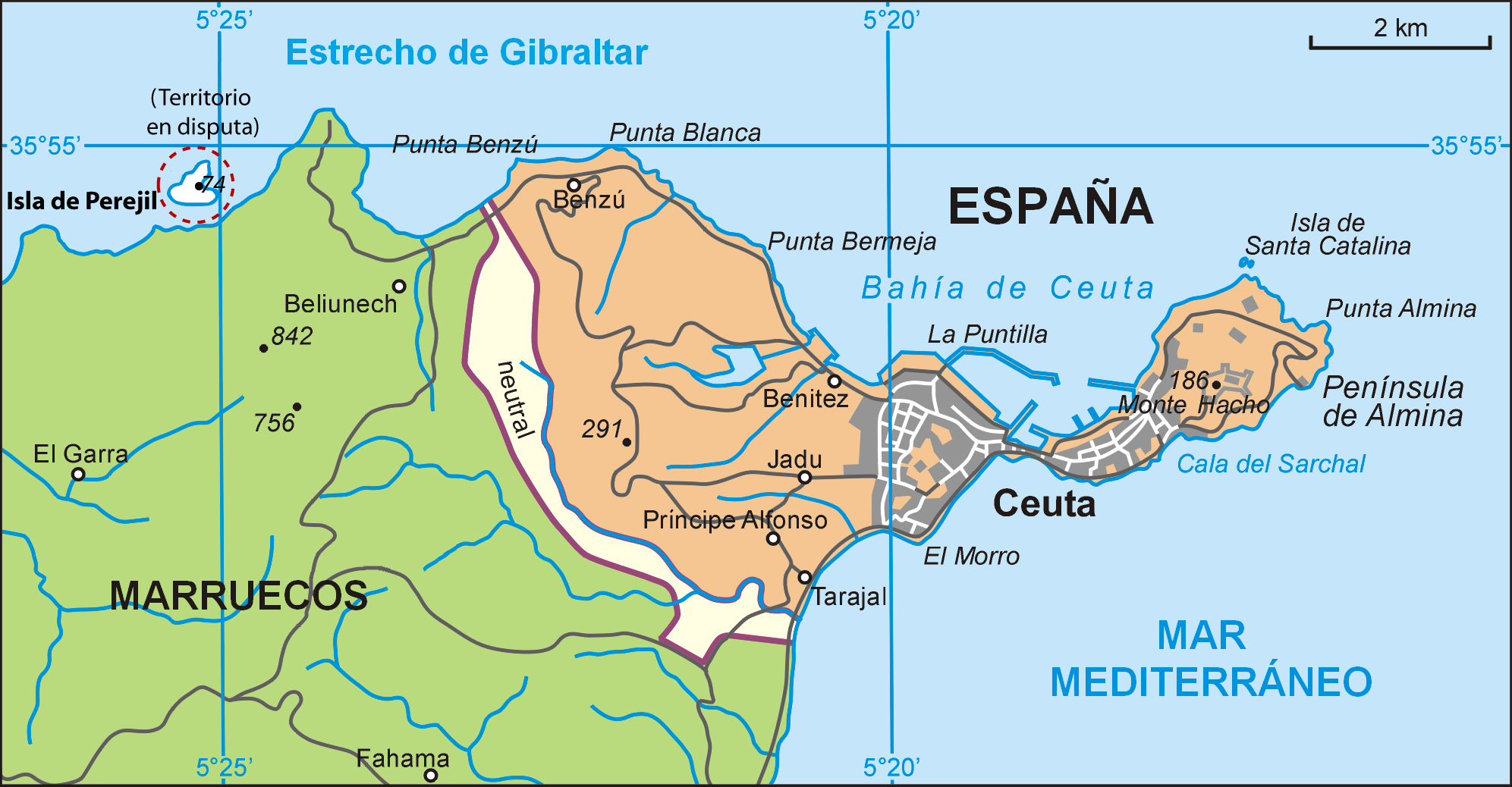
خريطة جزيرة تورة، جزيرة ليلى

يقول المؤرخ الإسباني «غابريل مورا غومازو» في كتابه (المغرب من وجهة نظر إسبانية) المنشور سنة 1905 «ينبغي أن نأخذ درسا من عداوة الإنجليز لنا، فلا يمكننا الوصول إلى جزيرة تورا إلا بعد أن نظهر لبريطانيا حيادنا بمسألة جبل طارق وعندها يمكن أن نصل إلى المغرب».
ويقول توماس غارسيا فيغراس في كتابه (المغرب: العمل الإسباني في شمال أفريقيا) الصادر سنة 1941 «وجدت إسبانيا صعوبة في إقامة مركز بجزيرة تورا لأن سلطان المغرب لا يقبل إقامة مراكز على ترابه الوطني».
ولا يوجد في الوثائق التاريخية الإسبانية المتوفرة منذ عام 1877 (بداية الحروب النابليونية بأوروبا) وحتى 1916 ما يشير إلى جزيرة تورا وعلاقة الإسبان بها، رغم محاولات الإسبانيين توسيع مجالهم انطلاقا من مدينة سبتة وكذلك انطلاقا من تطوان التي كانت تحت سيطرتهم.
وكذلك لم تذكر اتفاقية الحماية الموقعة بين فرنسا والمغرب يوم 30 مارس/ آذار 1912 ولا اتفاقية الحماية الموقعة بين إسبانيا والمغرب يوم 27 نوفمبر/ تشرين الثاني 1912 أي علاقة بين إسبانيا وجزيرة تورا. ولم تنشئ إسبانيا قط أي بناء على هذه الجزيرة أيام احتلالها في القرن الـ19.
وقد وقعت فرنسا وبريطانيا اتفاقية بتاريخ 8 أبريل/ نيسان 1904، كما وقعت فرنسا وإسبانيا اتفاقية بتاريخ 27 نوفمبر/ تشرين الثاني 1904. وقد نصت بعض بنود هذه الاتفاقيات على أنه لضمان حرية المرور عبر مضيق جبل طارق لا يحق لأي دولة أن تبني منشآت إستراتيجية على الشواطئ المغربية وخاصة ما بين مليلية ووادي سبو الواقع على الشاطئ الأطلسي المغربي.
وتقرر المؤرخة الإسبانية ماريا روزا دو مادرياغا، أن جزيرة تورا «لم تكن أبدا جزءا من الثغور الواقعة تحت السيادة الإسبانية، وإنما كانت خاضعة لنظام الحماية بحيث أنه عند استقلال المغرب عام 1956 أصبحت الجزيرة جزءا من الدولة (المغربية) المستقلة».
ومنذ 40 سنة والمغرب وإسبانيا متفقان على عدم استغلال جزيرة تورا.

## وصلات خارجية
- 1 : مصدر جزائري: لم نؤيد الموقف الإسباني وإنما عارضنا إرسال المغرب جنودا إلى ليلى
- جزيرة تورا في خرائط غوغل
- Moroccans seize Parsley Island and leave a bitter taste in Spanish mouths, Guardian Unlimited